# Landon Milbourne
Landon Milbourne (Salisbury, 29 giugno 1987) è un ex cestista statunitense.
È il figlio di Andre Foreman.